# Quốc lộ 16
Quốc lộ 16 là tuyến quốc lộ thứ yếu khu vực miền Trung và Tây Nguyên nối 4 tỉnh Sơn La, Hòa Bình, Thanh Hóa, Nghệ An theo quy hoạch mạng lưới đường bộ thời kì 2021-2030, tầm nhìn đến 2050 của chính phủ . Quốc lộ 16 dài 444 km, quy mô tiêu chuẩn cấp IV miền núi, 2 làn xe, vận tốc tối đa 60 km/h.
Điểm đầu của tuyến đường này tại Quốc lộ 43, Chiềng Sơn, Mộc Châu, Sơn La. Điểm cuối tại Quốc lộ 7 Kỳ Sơn, Nghệ An.
Trước đây Quốc lộ 16 nằm hoàn toàn trong địa phận tỉnh Quảng Bình.